# Stygophrynus
Stygophrynus is een geslacht van de zweepspinnen (Amblypygi), familie Charontidae. Het geslacht bestaat uit 7 nog levende soorten.

## Taxonomie
- Stygophrynus forsteri - Dunn, 1949
- Stygophrynus moultoni - Gravely, 1915
- Stygophrynus brevispina - Weygoldt, 2002
- Stygophrynus cavernicola - (Thorell, 1889)[2]
- Stygophrynus cerberus - Simon, 1901
- Stygophrynus dammermani - Roewer, 1928
- Stygophrynus longispina - Gravely, 1915